# Gonioscelis genitalis
Gonioscelis genitalis är en tvåvingeart som beskrevs av Ricardo 1925. Gonioscelis genitalis ingår i släktet Gonioscelis och familjen rovflugor. Inga underarter finns listade i Catalogue of Life.